# メリチェイ
メリチェイ（カタルーニャ語:Meritxell）はアンドラ、カニーリョ教区にある村。カニーリョとアンカムの間に位置する。聖母マリアを崇敬する教会があり、メリチェイの聖母（Mare de Déu de Meritxell「メリチェイの神の母」、Nostra Senyora de Meritxell「メリチェイの我らが貴婦人」）の名で知られる。
1873年、アンドラの国会にあたる渓谷議会は聖母を国の守護聖人とすることを正式に宣言、1921年、聖人の記念日である9月8日を国家の祝日とした。メリチェイの聖母教会はロマネスク様式の教会（17世紀に修復）であったが、1972年、火災で焼失、1976年にスペイン、バルセロナ出身の建築家リカルド・ボフィルによって新しい聖堂が再建された。今日でも多くの巡礼が訪れている。

## メリチェイの聖母
メリチェイの聖母については12世紀後半の物語として次のような伝承が伝わっている。
ある冬の公現祭の日、メリチェイの村人がカニーリョまで礼拝へ出かける途中、道端にバラの花が咲いているのを目にした。村人はそのバラの下に聖母子像を見つけ、カニーリョの教会に安置した。ところが次の日、同じバラの下に聖母子像が戻っていた。そこで人々はエンカンプの教会においてきたが、その翌日にもまた元の場所に戻ってきた。不思議なことに、真冬にもかかわらずバラの周囲に雪は積もっていなかった。メリチェイの村人はこれを天のお告げと受け取り、そこに教会を建てて聖母子像をおいた。これがメリチェイの聖母教会の始まりだという。